# LVS 23
LVS 23, intitulé Clavier informatique letton (en letton : Latviešu tastatūra datoriem), est une norme lettone de disposition des touches des claviers informatiques. Elle est publiée en 1993 par le Bureau de standardisation letton.